# Antoine Labit
Antoine Labit (né à Toulouse le 25 juillet 1832, mort le 12 décembre 1912) est un entrepreneur et négociant toulousain.

## Famille
Marié à Marie Claué, jeune fille originaire d'Agen il aura deux enfants, Georges né le 12 février 1862 et Louis né en 1867. Marie meurt en octobre 1869 de la phtisie. Il se remarie en 1872 avec Hélène Claué, sœur de Marie. De cette union naîtra Marguerite, le 31 décembre 1879.

## Carrière et acquisitions immobilières

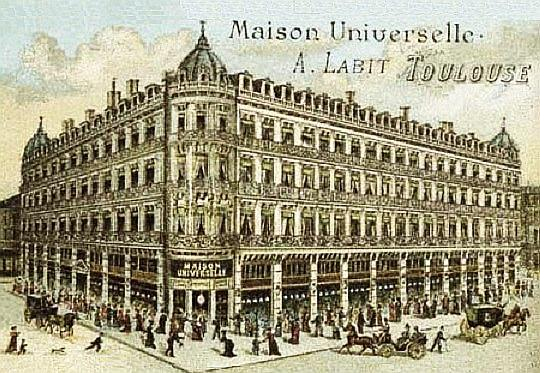
Toulouse vers 1877, entre la rue Lafayette (G.) et le n°47 rue Alsace Lorraine (D.), le magasin "La Maison Universelle", ou "Grand Bazar", d'Antoine Labit.

Éduqué au pensionnat Saint-Joseph, il commence sa carrière en 1860 par la tenue d'un magasin de bimbeloterie, 54, rue Saint-Rome. Il en ouvre une annexe par la suite au 20, rue Lafayette, un bazar, qu'il étend au 22 en 1866, puis au 18, puis transforme en grand magasin, le premier de Toulouse, en 1878 : La Maison universelle, aussi appelée Grand Bazar Labit. 
Profitant de l'occasion que constitue le nouveau plan d'urbanisme de Toulouse avec le percement de la rue de Metz et de la rue d'Alsace Lorraine, Antoine Labit achète en 1873 un terrain de 750m² sur lequel il fait construire par l'architecte Achille Ambialet un immeuble de trois étages.
Il offre à la ville de Toulouse le terrain du 8 rue Lafayette, qui deviendra le Square Charles-de-Gaulle, augmentant ainsi le prestige de la Maison Universelle qui se retrouvait ainsi sans vis-à-vis.
Il achète en 1880, à Auzeville, le Domaine de la Durante et cinq autres terrains pour un total de dix hectares sur lesquels il fait construire un château. Il fait parallèlement construire, au 44, rue Bayard, un immeuble de quatre étages, l'Hôtel Labit, puis, au 46 et 48, deux immeubles de rapport identiques.
Parmi ses autres réalisations immobilières, on peut citer plusieurs maisons rue du Japon dont la villa Butterfly, des immeubles au Boulingrin, rue d'Alsace-Lorraine et rue des Changes. Il acquiert aussi de nombreux biens par vente par adjudication : immeuble de Cheverry place Montgaillard, hôtel Besaucèle au 7, Grande Allée , château de Lacroix-Falgarde…